# Claire Fox
Claire Fox est une femme politique britannique.
En 2019, elle est élue députée européenne du Parti du Brexit. Elle devient pair à vie en septembre 2020.